# Salvo d'Antonio

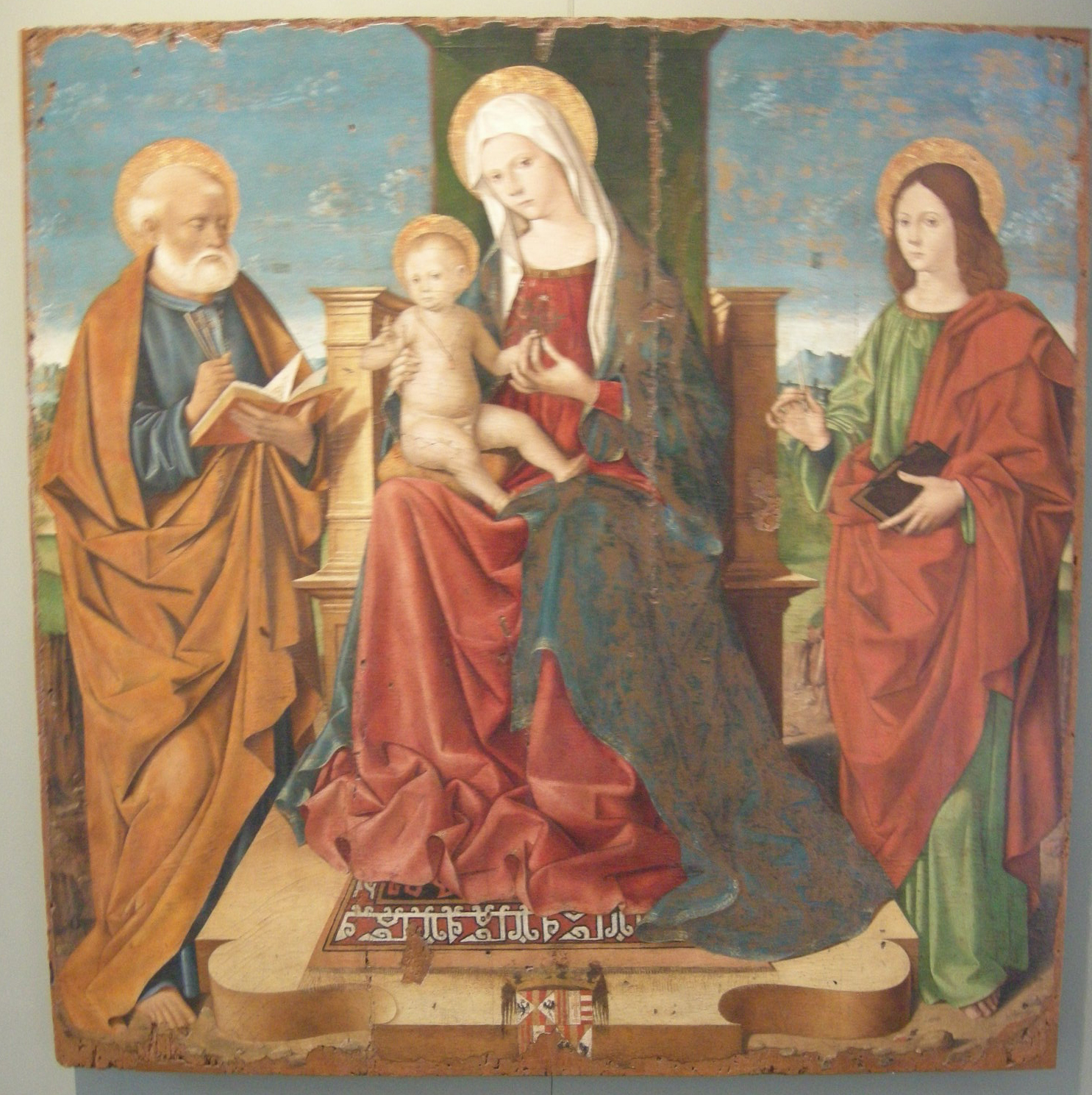
Madonna tra santi di Salvo d'Antonio

Salvo D'Antonio, o Giovanni Salvo de Antonio (XV secolo (post 1461) – Messina, XVI secolo (ante 1526)), è stato un pittore italiano.

## Biografia
Nato dopo il 1461, fu figlio di Giordano, fratello di Antonello da Messina, ed anch'esso impiegato nella bottega del grande artista messinese.
Dunque probabilmente Salvo si formò nella cerchia degli eredi di Antonello, nella bottega lasciata in eredità dallo zio al figlio Iacobello, dove lavoravano anche i cugini Antonello e Pietro di Saliba.
Tra i continuatori di Antonello, Salvo d'Antonio emerge per una cultura aggiornata e per la qualità pittorica.
Personalità poco nota, di cui le notizie biografiche sono molto carenti, tanto per lungo tempo era conosciuta un'unica opera: la scomparsa Dormitio Virginis del duomo di Messina.
Si pensa abbia potuto arricchire l'influsso di Antonello con la conoscenza della pittura di Melozzo da Forlì e Berruguete e con quella dei pittori ferraresi, forse con viaggi nell'Italia centro settentrionale, fino a Venezia.
L'attività autonoma è documentata dal 1493, quando ricevette la commissione per un Sant'Antonio a Tortorici. La sua attività si svolse a Messina e dintorni.
La sua produzione è di qualità molto discontinua alternando opere di modesta fattura di bottega con altre di gran valore. L'elenco delle opere attribuite si è arricchito a seguito di studi negli scorsi decenni che ne hanno messo in luce il ruolo di primo piano nell'ambiente artistico messinese tra i due secoli.
Il suo stile rimase superato dalle novità portate a Messina dai pittori manieristi Cesare da Sesto. Morì tra il 1522 ed il 1526.

## Opere

### Catania e provincia
- 1502, Croce dipinta, opera presente nella chiesa di San Filippo di Calatabiano.

### Messina e provincia

#### Messina
- XVI secolo, Madonna con Bambino, opera proveniente da un polittico già nella chiesa di Santa Maria di Gesù di Ritiro Inferiore.
- 1489, Madonna del Rosario, opera già nella chiesa di San Benedetto (in cattive condizioni).
- XVI secolo, Madonna con il Bambino e quattro angeli.
- Basilica cattedrale metropolitana della Madonna della Lettera:
  - 1509, Dormitio Virginis, opera distrutta nel terremoto del 1908 considerata il suo capolavoro, documentata.
  - XVI secolo, Assunta, opera documentata.[5]
- Museo regionale:
  - 1493 - 1526, Madonna con Bambino raffigurata sedente in trono tra San Pietro Apostolo e San Giovanni Evangelista.
  - 1509 - 1515, Transito della Madonna, dipinto.

### Siracusa e provincia
- XVI secolo, San Giovanni evangelista, attribuzione, Apostolato della cattedrale metropolitana della Natività di Maria Santissima di Siracusa.

### Malta
- 1510, Polittico, superstite la sola predella, opera commissionata per la chiesa di San Pietro di Malta.
- 1510, San Pietro, scomparto di polittico, opera custodita nel museo della cattedrale di San Paolo di Mdina.
- 1510, Cristo Redentore tra Apostoli, predella, opera custodita nel museo della cattedrale di San Paolo di Mdina.

### Altre località
- 1493 - 1526, San Pietro, scomparto di polittico, opera custodita nella Pinacoteca «Corrado Giaquinto» di Bari.
- XVI secolo, Madonna con il Bambino, opera custodita nella chiesa di San Francesco di Stilo.